# آتله‌گاچ
آتله‌گاچ (انگلیسی: Atlegach) یک شهرک در شهرستان یانائولسکی استان باشقیرستان کشور روسیه است.